# آل پیز
ویکتور «آل» پیز (انگلیسی: Victor "Al" Pease؛ زادهٔ ۱۵ اکتبر ۱۹۲۱ در دارلینگتون، شهرستان دورام، درگذشتهٔ ۴ مهٔ ۲۰۱۴ در سویرویل، تنسی) رانندهٔ مسابقات اتومبیل‌رانی فرمول یک اهل کانادا بود که از فصل ۱۹۶۷ تا ۱۹۶۹ در مجموع در سه گراند پری شرکت کرد، اما موفق به کسب هیچ امتیازی نشد.
پیز در ۴ مهٔ ۲۰۱۴ در سویرویل، تنسی درگذشت.